# Síndrome de Bardet-Biedl
El síndrome de Bardet-Biedl o de Laurence-Moon-Bardet-Biedl es una enfermedad genética rara de tipo ciliopático que produce efectos muy diversos en los diversos sistemas orgánicos (multisistémica). Principalmente se caracteriza por manifestaciones de obesidad, retinitis pigmentosa, polidactilia, retraso mental, hipogonadismo e insuficiencia renal en algunos casos.
También se considera una forma rara de obesidad y tiene una prevalencia menor de 1/100 000. Es de hecho una anormalidad monogénica con efectos pleiotrópicos. Es una forma autosómica recesiva que frecuentemente se asocia a obesidad central, retardo mental, dismorfia de extremidades y otras anormalidades. Este es un síndrome heterogéneo que ha sido asociado a8 loci, y siete de ellos han sido localizados a nivel molecular. Los genes asociados a este síndrome son el BBS1 en el cromosoma 11q13 y BBS2 en16q2. En la mayoría de los casos no se conoce la función de las proteínas codificadas por estos genes. Los mecanismos a través de los cuales las anormalidades descritas causan obesidad no han sido descubiertos.

## Historia y origen del epónimo
El primer caso conocido fue descrito por Zachariah Laurence y Robert Moon en 1886 en el Ophthalmic Hospital de South London.

## Clasificación
El sinónimo síndrome de Laurence-Moon-Biedl-Bardet ya no se considera válido, habiéndose dividido en dos entidades nosológicas distintas, puesto que los pacientes de Laurence y Moon presentaban paraplejía, pero no polidactilia ni obesidad. No obstante, existen discrepancias y algunos autores consideran que ambas afecciones podrían no ser diferentes.
| Formas del síndrome de Bardet-Biedl |         |        |             |                              |
| Forma                               | Símbolo | Gen    | Locus       | Otras afecciones del locus   |
| ----------------------------------- | ------- | ------ | ----------- | ---------------------------- |
| Síndrome de Bardet-Biedl1           | BBS1    | BBS1   | 11q13       |                              |
| Síndrome de Bardet-Biedl2           | BBS2    | BBS2   | 16q21       |                              |
| Síndrome de Bardet-Biedl3           | BBS3    | ARL6   | 3p12-q13    |                              |
| Síndrome de Bardet-Biedl4           | BBS4    | BBS4   | 15q22.3-q23 |                              |
| Síndrome de Bardet-Bied5            | BBS5    |        | 2q31        |                              |
| Síndrome de Bardet-Biedl6           | BBS6    | MKK6   | 20p12       | Síndrome de McKusick-Kaufman |
| Síndrome de Bardet-Biedl7           | BBS7    | BBS7   | 4q27        |                              |
| Síndrome de Bardet-Biedl8           | BBS8    | TTC8   | 14q32.11    |                              |
| Síndrome de Bardet-Biedl9           | BBS9    |        | 7p14        |                              |
| Síndrome de Bardet-Biedl10          | BBS10   |        | 12q         |                              |
| Síndrome de Bardet-Biedl11          | BBS11   |        | 9q31.1      |                              |
| Síndrome de Bardet-Biedl12          | BBS12   |        | 4q27        |                              |
| Síndrome de Bardet-Biedl13          | BBS13   | MKS1   | 17q23       | Síndrome de Meckel-Gruber 1  |
| Síndrome de Bardet-Biedl14          | BBS14   | CEP290 | 12q21.3     | Síndrome de Meckel-Gruber 4  |

## Epidemiología
El síndrome de Bardet Biedl es una enfermedad rara. Su prevalencia varía en gran medida. Croft y Swift determinaron en 1990 esta tasa para la población norteamericana en 1/100 000. Estudios más recientes sitúan la prevalencia en Europa en el rango de 1/125 000 a 1/175 000 En poblaciones aisladas o con mayor consanguinidad, la prevalencia puede ser mayor. Por ejemplo, entre los beduinos de Kuwait se estima en 1/13 500, y en la isla de Newfoundland, en Terranova es de 1/17 000, posiblemente debido a un efecto fundador.

## Síntomas
- Ojos: retinosis pigmentaria, agudeza visual pobre, déficit visual y/o ceguera producido por problemas en el mecanismo de transporte de los fotorreceptores de la retina.[8]
- Nariz: pérdida o reducción del sentido del olfato (anosmia). Algunos pacientes refieren un sentido del olfato más agudo de lo normal.[9]
- pies y manos: polidactilia (dedos extranumerarios) o sindactilia (fusión de dedos).
- Sistema cardiovascular: hipertrofia del tabique interventricular y del ventrículo izquierdo y cardiomiopatía dilatada.
- Aparato digestivo: fibrosis.
- Sistema genitourinario: hipogonadismo, fallo renal, anomalías del seno urogenital (cloaca persistente), uretra ectópica, útero doble, vagina septada, e hipoplasia del útero, ovarios, y trompas de Falopio.
- Crecimiento y desarrollo: retraso mental y de crecimiento.
- Conducta y capacidades: se han identificado varios problemas de socialización e interacción social relacionados con el síndrome de Bardet Biedl. Algunos autores se refieren a ellos como una forma de autismo moderada.
- Termosensibilidad y mecanosensibilidad. Un estudio realizado en 2007 determina que las alteraciones genéticas en las proteínas del complejo multiproteico llamado BBSoma producen defectos en la función de los sensores periféricos en la especie humana.[10]
- Otros síntomas: obesidad, probablemente relacionado con un descenso en la función sensorial que en condiciones normales indica saciedad.

## Patofisiología
Los mecanismos bioquímicos específicos que conducen al síndrome de Bardet-Biedl siguen siendo un misterio. Hasta el momento, 12 genes se han visto involucrados:(BBS1, BBS2, BBS3, BBS4, BBS5, BBS6, BBS7, BBS8, BBS9, BBS10, BBS11, BBS12). Estos genes que se encuentran mutados en los pacientes con esta enfermedad se han logrado clonar.[cita requerida] Las proteínas codificadas por los 'genes BBS, llamadas proteínas BBS, están localizadas en la porción basal y ciliar de la célula.
Usando al gusano C. elegans como modelo de investigación, los biólogos han descubierto que estas proteínas están involucradas en un proceso llamado transporte intraflagelar (IFT) un sistema de transporte bidireccional dentro de los cilios a lo largo del eje longitudinal, siendo esencial para la formación y mantención de los cilios. Recientes análisis bioquímicos de las proteínas BBS en humanos revelaron que las proteínas son ensambladas en múltiples complejos proteicos, llamados BBSoma. Se propone que el BBSoma es el responsable del transporte de vesículas intracelulares hasta la base del cilio jugando un rol importante en su función. Dado que las anomalías en el funcionamiento de los cilios son conocidos y coinciden con la sintomatología que produce el Síndrome de Bardet-Biedi, ahora es ampliamente aceptado que los genes mutados en el BBS afectan las funciones normales de los cilios.[cita requerida]

### Herencia
El síndrome es familiar y se transmite como autosómico recesivo. El locus del cromosoma 3 aparece enlazado con la polidactilia de los cuatro miembros, mientras el cromosoma 15 se asocia con obesidad mórbida y es mayormente confinada a manos, y el cromosoma 16 representa la forma "plana".

## Tratamiento
El tratamiento es principalmente sintomático, tratando cada una de las complicaciones que aparecen durante la evolución de la enfermedad.